# Flower of Scotland
Flower of Scotland (tiếng Gael Scotland: Flùr na h-Alba), hay còn được biết tới là Bông hoa Scotland theo tiếng Việt, là một trong những bài hát quốc ca không chính thức của Scotland, bên cạnh những bài hát khác như Scots Wha Hae hay Scotland the Brave. Nó được Roy Williamson viết năm 1965 và được hát lần đầu năm 1967, nói về chiến thắng của quân Scotland lãnh đạo bởi Robert the Bruce trước quân Anh của vua Edward II tại trận Bannockburn năm 1314.
Nó được hát chủ yếu bằng tiếng Anh với một chút lời pha trộn từ tiếng Scots.

## Lời
| Tiếng AnhO Flower of Scotland, When will we see Your like again, That fought and died for, Your wee bit Hill and Glen, And stood against him, Proud Edward's Army, And sent him homeward, To think again. The Hills are bare now, And Autumn leaves lie thick and still, O'er land that is lost now, Which those so dearly held, That stood against him, Proud Edward's Army, And sent him homeward, To think again. Those days are past now, And in the past they must remain, But we can still rise now, And be the nation again, That stood against him, Proud Edward's Army, And sent him homeward, To think again. | Tiếng ScotsO Flouer o Scotland, Whan will we see Yer like again, That focht an dee'd for, Yer wee bit Hill an Glen, An stuid agin him, Prood Edwart's Airmie, An sent him hamewart, Tae think again. The Hills is bare nou, An Autumn leafs Lies thick an still, Ower land that is tint nou, That thae sae dearlie held, That stuid agin him, Prood Edwart's Airmie, An sent him hamewart, Tae think again. Thir days is past nou, An in the past Thay maun bide, But we can aye rise nou, An be the naition again, That stuid agin him, Prood Edwart's Airmie, An sent him hamewart, Tae think again. | Tiếng Gael ScotlandO Fhlùir na h-Alba, cuin a chì sinn an seòrsa laoich a sheas gu bàs 'son am bileag feòir is fraoich, a sheas an aghaidh feachd uailleil Iomhair 's a ruaig e dhachaidh air chaochladh smaoin? Na cnuic tha lomnochd 's tha duilleach Foghair mar bhrat air làr, am fearann caillte dan tug na seòid ud gràdh, a sheas an aghaidh feachd uailleil Iomhair 's a ruaig e dhachaigh air chaochladh smaoin. Tha 'n eachdraidh dùinte ach air dìochuimhne chan fheum i bhith, is faodaidh sinn èirigh gu bhith nar Rìoghachd a-rìs a sheas an aghaidh feachd uailleil Iomhair 's a ruaig e dhachaidh air chaochladh smaoin. | Tiếng ViệtÔi bông hoa Scotland Bao giờ thì chúng ta sẽ thấy Người thế lần nữa, Đã chiến đấu và hy sinh Người đã cắm lên đồi Hill và Glen Và đứng lên chống lại hắn Đội quân đầy kiêu hãnh của Edward Và tiễn hắn về nhà Cho hắn suy nghĩ lần nữa. Ngọn đồi Hill đã vỡ rồi Và mùa thu tới Như tăm và ở lại, Ôi mảnh đất này đã mất rồi Nó đã từng được gìn giữ thân thương Và đứng lên chống lại hắn Đội quân đầy kiêu hãnh của Edward Và tiễn hắn về nhà Cho hắn suy nghĩ lần nữa. Ngày đấy đã xưa rồi Và trong quá khứ Họ phải ở lại, Nhưng chúng ta vẫn có thể vùng lên bây giờ Và trở thành một quốc gia lần nữa Và đứng lên chống lại hắn Đội quân đầy kiêu hãnh của Edward Và tiễn hắn về nhà Cho hắn suy nghĩ lần nữa. |

## Sử dụng
Bài hát này là một trong số những bài hát ái quốc được yêu mến nhất Scotland. Vào năm 2005, khi khảo sát để chọn một quốc ca, bài này giành chiến thắng với 44% ủng hộ, mặc dù không thể hội đủ 50% để tuyên bố là một bài quốc ca.
Khi hát, mọi người có thể nghe thấy cổ động viên Scotland thường hét "England" hoặc "gainst who?" sau khi nghe đến đoạn "and stood against him".